# Shut It Down
«Shut It Down» — это песня хип-хоп артиста/рэпера Питбуля при участии сенегальского R&B и хип-хоп певца американского происхождения Эйкона. Он был выпущен в качестве четвёртого сингла с альбома Питбуля Rebelution. В ремиксе песни присутствует вокал Клинтона Спаркса.

## Клип
Клип был впервые выпущен на официальном канале Питбуля на VEVO 24 ноября 2009. Режиссёром стал Дэвид Руссо. Его посмотрели более 25 миллионов раз. Сюжет повествует о секретном внедрении в криминальную шайку и подписании договора между двумя группировками. Они условились о неразглашении, но сведения в итоге раскрываются агентами Питбуля. Эйкон пытается преследовать их, но ему не удаётся догнать их. Клип заканчивается тем, что Эйкон наблюдает за тем, как Питбуль и девушка садятся в самолёт.

## Появление в чарте
19 декабря 2009 г. «Shut It Down» дебютировал в Billboard Hot 100 под номером 85. Он поднялся на следующей неделе до номера 83 и достиг пика на 42.
6 февраля 2010 г. «Shut It Down» достигла пика в UK Singles Chart под номером 33. Неделей позже он достиг пика на 13 строке в UK R&B Chart.
| Чарт (2009-10)                      | Наивысшая позиция |
| ----------------------------------- | ----------------- |
| Австралия (ARIA)                    | 18                |
| Австрия (Ö3 Austria Top 40)         | 35                |
| Бельгия/Фландрия (Ultratop 50)      | 19                |
| Бельгия/Валлония (Ultratop 50)      | 23                |
| Канада (Billboard Canadian Hot 100) | 23                |
| Финляндия (Suomen virallinen lista) | 10                |
| Франция (SNEP Téléchargements)      | 50                |
| Германия (GfK)                      | 30                |
| Ирландия (IRMA)                     | 30                |
| Новая Зеландия (Recorded Music NZ)  | 25                |
| Польша (Dance Top 50)               | 25                |
| Швеция (Sverigetopplistan)          | 34                |
| Швейцария (Schweizer Hitparade)     | 41                |
| Великобритания (OCC UK Singles)     | 33                |
| Великобритания (OCC UK Hip Hop/R&B) | 13                |
| США (Billboard Hot 100)             | 42                |
| США (Billboard Pop Airplay)         | 29                |
| США (Billboard Hot Rap Songs)       | 17                |
| США (Billboard Hot Latin Songs)     | 44                |
| США (Billboard Latin Pop Airplay)   | 23                |

### Ежегодные чарты
| Чарт (2010)              | Позиция |
| ------------------------ | ------- |
| Australian Singles Chart | 99      |